# رونا (بوسنی و هرزگوین)
رونا (به لاتین: Ravna) یک منطقهٔ مسکونی در بوسنی و هرزگوین است که در ماگلای واقع شده‌است.